# Новая (Псковский район)
Новая — деревня в Псковском районе Псковской области России. Входит в состав Писковичской волости.
Деревня расположена на северо-восточной границе города Пскова, на железной дороге Псков — Луга — Санкт-Петербург.
Численность населения по состоянию на 2000 год составляла 32 жителя.